# Castell de Ponts
El castell de Ponts és un castell del municipi de Ponts (Noguera) declarat bé cultural d'interès nacional. Es troba al cim del Tossal de les Forques sobre la vila de Ponts i damunt la confluència del riu Llobregós amb el riu Segre. És un dels més interessants i extensos de la comarca. És format per una torre circular, per un recinte sobirà que, a més de la torre mestra també incloïa altres construccions, i per un recinte jussà.

## Descripció
El castell de Ponts està ubicat al cim del turó de Sant Pere, que domina des de llevant la població de Ponts. Es tracta de les restes d'un gran castell del qual encara són diferenciables bona part dels seus elements, entre els que s'hi diferencien clarament en recinte sobirà i el jussà.
Domina el conjunt una torre circular que corona la fortificació, just arran de la cinglera que atorga defenses naturals als flancs de migdia i ponent. La torre mestra, situada al lloc més alt, va ser construïda en dues etapes. El cos central, amb un diàmetre intern de 220 centímetres i amb un gruix de 270 centímetres, fou embolcat per un recobriment extern, perfectament visible al flanc sud-est, que té un gruix que oscil·la entre els 100 cm i els 170 cm, depenent de les característiques del terreny que envolta la torre original. Actualment, conserva entre 2 i 6 metres d'alçada. La torre original és feta amb carreus força quadrats i de mida gran (40 x 30 centímetres), arrenglerats en filades i units per un morter gruixut fet sobretot de calç. Les pedres de la torre exterior, en canvi, tenen una forma rectangular i allargada (30 x 15 centímetres), i estan col·locades en filades i unides amb un morter més fi, amb més calç. Als seus peus s'hi poden distingir clarament grans panys de paret de secció circular procedents, ben segur, de quan fou destruïda durant les guerres carlines.
Al seu entorn hi trobem el recinte sobirà, d'una morfologia amb tendència rectangular, amb uns 30 metres de costat. Els costats de migdia i ponent segueixen l'espadat, adaptant-s'hi, formant un angle gairebé recte; per contra, els costats de llevant i septentrional, la zona més accessible, presenten una forma amb tendència semicircular. Aquest mur perimetral té, en general, un gruix de 120 centímetres. És fet amb un aparell constructiu semblant al de la segona torre, la de recobriment, amb carreus allargats, de mida mitjana (15 x 30 centímetres), col·locats en filades. A l'extrem nord del pany de mur occidental, s'hi conserva, força malmesa, una bestorre de planta quadrangular. Cal assenyalar també que a la part central de la muralla nord-est sobresurt un cos, d'una longitud de 7,6 metres i que sobresurt 45 i 90 centímetres del llenç de muralla, amb les cantonades construïdes amb uns carreus més grans i ben treballats.
A l'interior d'aquest recinte, adossada a la torre, hi ha una nau, orientada d'est a oest i coberta amb una volta apuntada. Té una amplada de 3,6 metres i devia fer uns 8,5 metres de llarg. Al final d'aquesta nau hi ha un mur, amb una orientació semblant, d'una longitud d'uns 15 metres i d'un gruix de 80 centímetres. En aquest mur s'hi obria una porta. Més cap a l'est, prop del cos que sobresurt del mur sobirà, hi ha una construcció que fa 5,6 metres de llarg per, potser, uns 6,5 metres d'ample. És feta amb carreus grossos (30 x 40 centímetres) i el mur té un gruix de 120 centímetres. Intervencions clandestines han fet aflorar algun altre mur, difícil de relacionar amb els altres.
El recinte jussà, molt més gran que el sobirà, és de forma rectangular, d'uns 100 metres de costat a llevant i ponent, i uns 80 metres al nord i migdia. Adossades al mur, d'uns 120 centímetres de gruix, hi ha 6 bestorres quadrangulars, d'uns 4 metres de costat, lleugerament atalussades. En alguns trams, la muralla original va ser recoberta en un moment posterior per un talús. Dins del recinte jussà hi ha un gran trull o base de premsa de forma cilíndrica i excavat a la roca, amb un broc a la base.

## Història
L'any 1024 apareix citat per primera vegada el castell de Ponts. A l'església de Sant Pere del castell de Ponts fou pronunciada una sentència que obligava Durand, abat de Santa Cecília d'Elins, a restituir al bisbe Ermengol i a Santa Maria de la Seu d'Urgell l'església de Cortiuda i les dècimes i les primícies de Castelló, retingudes indegudament per l'esmentat monestir. Foren presents en aquest judici els comtes Ermengol II d'Urgell i Berenguer Ramon I de Barcelona i la comtessa Ermessenda, mare del segon. La presència d'ambdós comtes és un indici que el castell de Ponts es devia trobar sota l'alt domini dels comtes de Barcelona, que l'havien infeudat al comte d'Urgell. Aquesta situació és documentada posteriorment i ha de tenir l'origen en la minoria d'edat d'Ermengol II, que comportà la intervenció del seu tutor, el comte de Barcelona Ramon Borrell, en els afers del comtat. El 4 de juny de 1057, la comtessa Ermessenda, muller de Ramon Borrell de Barcelona, va vendre a Ramon Berenguer I de Barcelona, el seu net, els drets i les propietats que tenia en els comtats de Barcelona, Girona, Osona, Manresa i Urgell. Posteriorment, se signà el jurament de fidelitat entre Ermessenda i el comte de Barcelona pels comtats, castells i drets venuts anteriorment, entre els quals se cita el castell de Ponts. Entre els anys 1053 i 1071 la comtessa Sança d'Urgell jurà fidelitat al comte Ramon Berenguer I i a Almodis per una sèrie de castells que tenia per ells, entre els quals hom esmenta el de Ponts. L'any 1167, Ermengol VII d'Urgell deixà en testament el castell de Ponts al seu fill Ermengol VIII. Aquest comte, abans de l'any 1185, feu donació dels seus drets sobre el castell i la vila de Ponts a la seva esposa Elvira de Subirats.
El castell de Ponts tingué un destacat protagonisme en les lluites que es produïren al comtat d'Urgell arran de la mort d'Ermengol VIII, sense descendència masculina. L'any 1228 Jaume I va recuperar el castell de Ponts per a Aurembiaix. Trenta anys després, l'any 1258, a causa de les rivalitats entre els Montcada i els Cabrera, comtes d'Urgell, el castell i la vila de Ponts foren saquejats i incendiats per les hosts dels Montcada. El rei Jaume I, en envair el comtat d'Urgell l'octubre del 1268, ordenà des de Balaguer al comte de Foix, Roger Bernat III, que lliurés la potestat dels castells que li tenia infeudats. El vescomte de Cardona i el comte de Foix, davant les amenaces del rei, es feren forts al castell de Ponts. Pere el Gran també va assetjar el castell de Ponts (1279) en el marc de les lluites contra la noblesa revoltada al començament del seu regnat. L'any 1280 aquest rei encomanà el castell de Ponts al cavaller Guillem Moliner, però dos anys més tard la jurisdicció del castell retornà a Berenguer de Puigverd, senyor de Ponts. Les referències al castell continuen durant la guerra contra Joan II i posteriorment. Com a resultat de la revolta del comte de Pallars, el 1491 el castell de Ponts fou confiscat i incorporat a la corona, ja que Hug Roger de Pallars estava casat amb Caterina Albert, filla de Felip Albert, senyor de Ponts, Maldà i Maldanell. El 1427 era senyor del castell i la vila de Ponts Ramon de Casaldàliga. Els Albert recuperaren el castell de Ponts al començament del segle xvi -moment en què feren fer algunes obres de reparació-, però el van vendre el 1572 a Bernat de Codina, tresorer del Principat de Catalunya. Els Codina foren senyors de Ponts fins al 1648. El castell restà força malmès un cop acabada la guerra de Successió, i fou totalment destruït el 1839, després de la voladura que hi dugueren a terme les tropes carlines enviades pel comte d'Espanya.
Tradicionalment, s'ha cregut que la part més antiga del castell era la torre construïda al segle X o en època andalusina, amb una refacció al segle xi, moment en què es construiria la resta del conjunt, excepte el cos jussà que data dels segles XVI-XVII. Les excavacions dutes a terme l'any 2000, però, van qüestionar aquestes cronologies i van atribuir la construcció de la primera torre a l'època ibèrica i el seu recobriment exterior a l'època romana. Per tant, a la zona superior del castell hauria existit un assentament d'època ibèrica (ca. s. III aC), modificat i ampliat en època romana amb la construcció d'un castellum (s. III dC). D'aquesta època destaca la presència vora el temple de Sant Pere d'una llinda monumental d'una entrada relacionada amb un establiment militar romà; aquesta té esculpida una motllura amb un toro i escòcia emmarcada per listeles i decorada amb corones vegetals i un emblema militar al centre. En època medieval s'efectuen noves modificacions, construint-se entre els segles xi i xii la muralla defensiva del cos jussà. Durant l'època moderna el conjunt és ocupat de forma marginal fins a la seva destrucció.